# Trithemis aenea
Trithemis aenea är en trollsländeart som beskrevs av Elliot C.G. Pinhey 1961. Trithemis aenea ingår i släktet Trithemis och familjen segeltrollsländor. IUCN kategoriserar arten globalt som livskraftig. Inga underarter finns listade i Catalogue of Life.